# Sziklay László
Sziklay László (Kassa, 1912. január 9. – Budapest, 1987. június 15.) író, irodalomtörténész, a szlovák-magyar kulturális kapcsolatok kutatója. A szlovák irodalom mellett érdeklődése kiterjedt a cseh, a szerb, a horvát és a lengyel irodalom jelenségeire is.

## Élete
Édesapja Sziklay Ferenc.
1934-ben a Pázmány Péter Tudományegyetemen szerzett magyar–francia–szlovák szakos középiskolai tanári oklevelet. Az Eötvös Kollégium tagja és Melich János tanítványa volt.
1934–1941 között Nyíregyházán, majd Debrecenben, és 1941–1944 között Kassán tanított. 1942–1944 között kiadta az Új Magyar Museum folyóiratot.
1945-től Budapesten dolgozott, 1956-tól nyugdíjba vonulásáig az MTA Irodalomtudományi Intézetének főmunkatársa volt. Megalapította az ELTE szlovák nyelv és irodalom tanszékét. Több tanulmányt írt a kelet-európai irodalom kérdéseiről, az együttélésről és a többnyelvűségről az irodalomban.
Az Apollo és a Helikon munkatársa volt.

## Művei
- Együttélés és többnyelvűség az irodalomban
- Szomszédainkról – A Kelet-Európai irodalom kérdései
- 1962 A szlovák irodalom története

„Sziklay László maradandó alkotása a szlovák irodalom története, első és egyetlen ilyen mű a magyar irodalomtudományban.”
- 2003 Egy kassai polgár emlékei.

## Díjai, elismerései
- Akadémiai Díj II. fokozata (1966)

## Emlékezete
Emléktáblái megtalálhatóak Nyíregyházán és a Budapest XII. kerületi Márvány utcában